# Karl Storck
Ne doit pas être confondu avec Carl Storck.
Pour les articles homonymes, voir Storck.

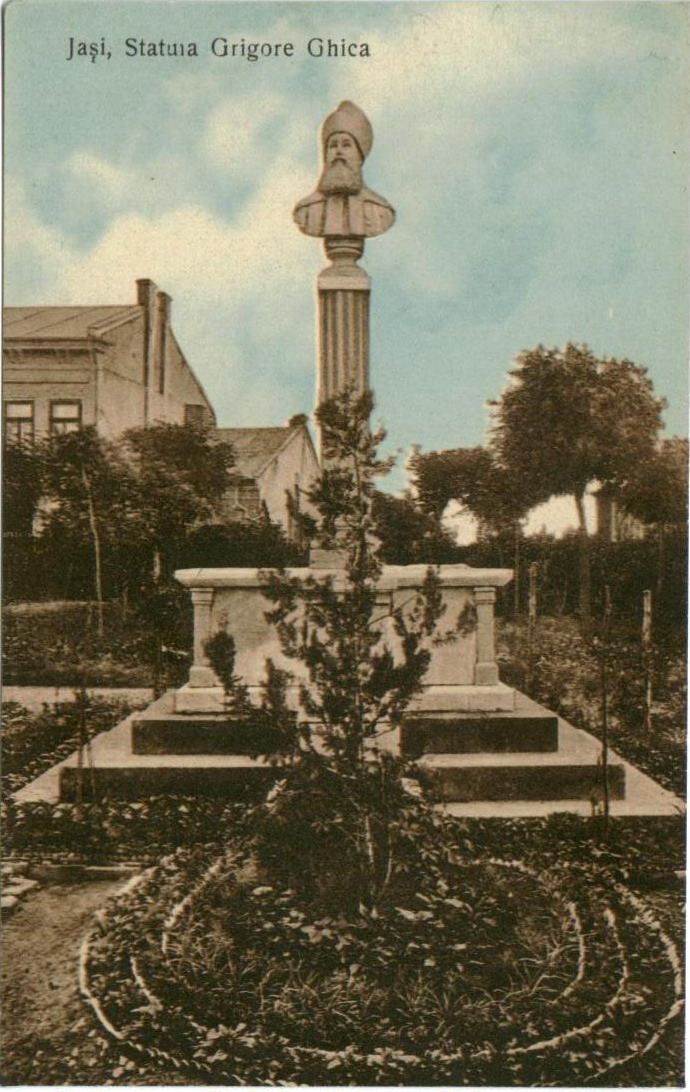
Buste de Grigore III Ghica de Moldavie, à Iași

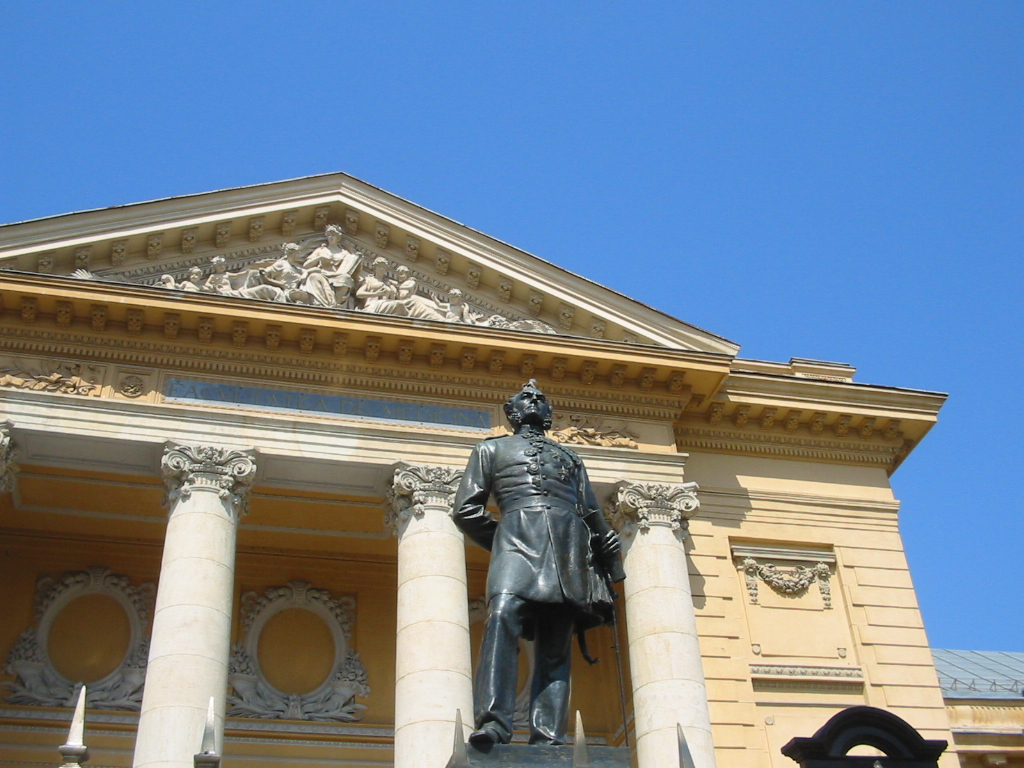
Statue de Carol Davila devant l'Université de médecine et de pharmacie.

Karl Storck, né en 1826 à Hanau et mort en 1887 à Bucarest, est un sculpteur et théoricien de l'art.

## Biographie
Karl Storck naît en 1826 à Hanau dans l'électorat de Hesse,. Formé et travaillant un temps comme graveur, il ne devient sculpteur que plus tard. Il étudie à Paris, d'où il est chassé par la Révolution française de 1848. Il s'installe à Bucarest en 1849, et passe les années 1856-1857 à Munich où il suit une formation de sculpteur . En 1865, il devient le premier professeur de sculpture à l'Académie des Beaux-Arts de Bucarest, devenant ainsi la figure la plus éminente et le principal promoteur de cette première période de la sculpture roumaine moderne,.
Ses fils, Carol Storck (1854-1926) et Frederic Storck (1872-1924), sont également des artistes de renom.
Karl Storck meurt en 1887 à Bucarest.

## Étudiants notables
- Dimitrie Paciurea (en)
- George Julian Zolnay (en)

## Liste des œuvres

### Sculptures et monuments
- Domniţa Bălaşa, Spătarul Mihail Cantacuzino
- Statue de Carol Davila
- Minerva încununând artele și știința
- L'iconostase du monastère de Viforata (XVe siècle)
- Bas-reliefs sur la façade de l'Université de Bucarest (détruit par le bombardement allié de Bucarest pendant la Seconde Guerre mondiale)
- Façade et intérieur du Palatul Suțu (ro)

### Portraits
- Buste de Grigore III Ghica de Moldavie, à Iași
- Bustes de Theodor Aman, Alexandru Ioan Cuza, Mihail Kogălniceanu, CA Rosetti, Elena Cuza